# (952) Caia
(952) Caia – planetoida z grupy pasa głównego asteroid okrążająca Słońce w ciągu 5 lat i 57 dni w średniej odległości 2,98 au. Została odkryta 27 października 1916 roku w Obserwatorium Simejiz na górze Koszka na Półwyspie Krymskim przez Grigorija Nieujmina. Nazwa pochodzi od imienia jednej z postaci w powieści Quo vadis Henryka Sienkiewicza. Przed nadaniem nazwy planetoida nosiła oznaczenie tymczasowe (952) 1916 S61.